# Marco 6

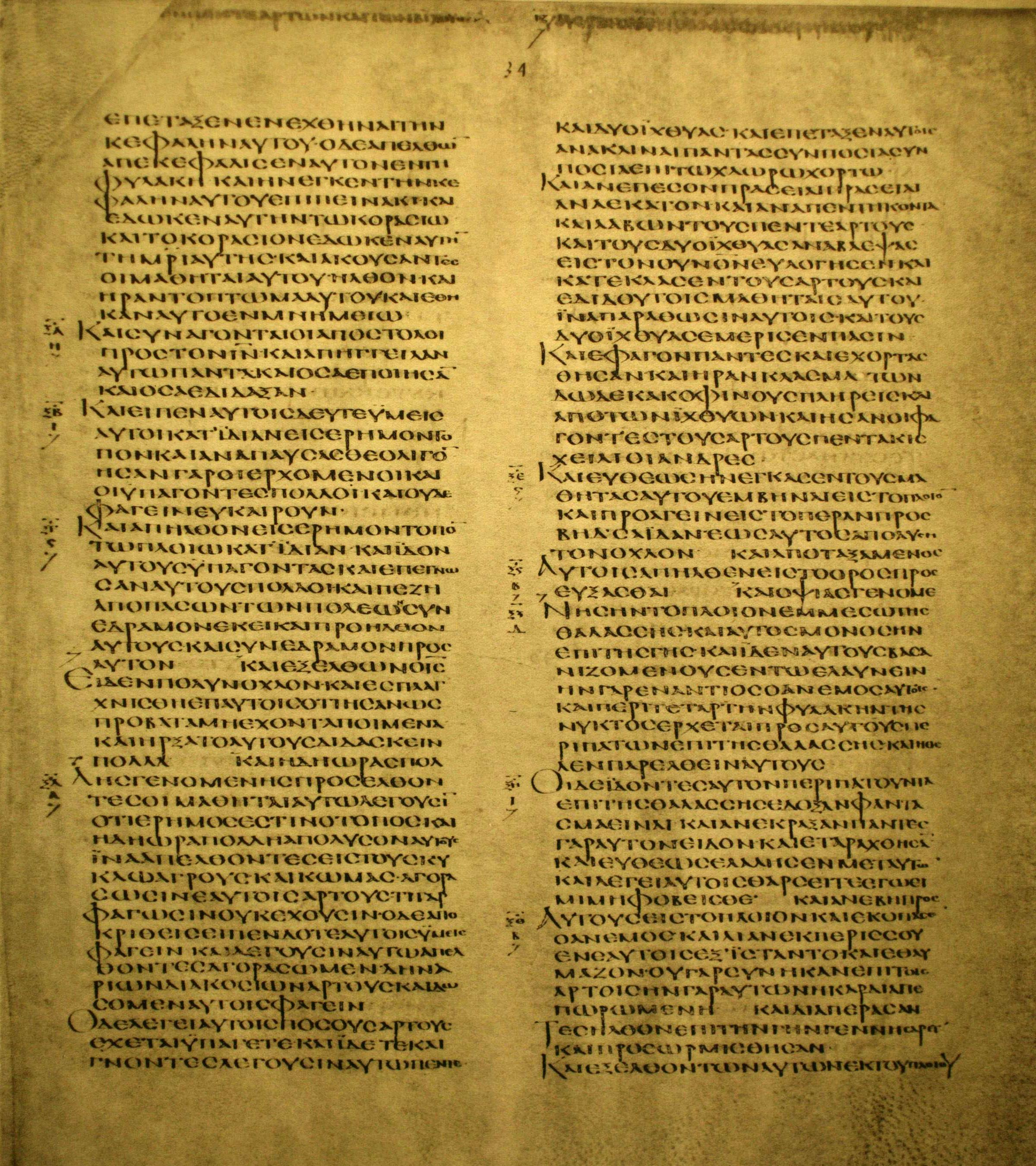
Marco 6,27-54 nel Codex Alexandrinus 400-440 d.C.

Marco 6 è il sesto capitolo del vangelo secondo Marco nel Nuovo Testamento. In questo capitolo, Gesù si porta a Nazareth dove viene rifiutato. Egli invia quindi i suoi apostoli in varie città della regione dove pure essi vengono rifiutati. Alla fine, Gesù torna al Mare di Galilea e compie diversi miracoli famosi, tra cui la moltiplicazione dei pani e dei pesci e la camminata sull'acqua. Il capitolo narra anche dell'uccisione di Giovanni il Battista.

## Testo
Il testo originale venne scritto in greco antico. Questo capitolo è diviso in 56 versetti.

### Testimonianze scritte
Tra le principali testimonianze documentali di questo capitolo vi sono:

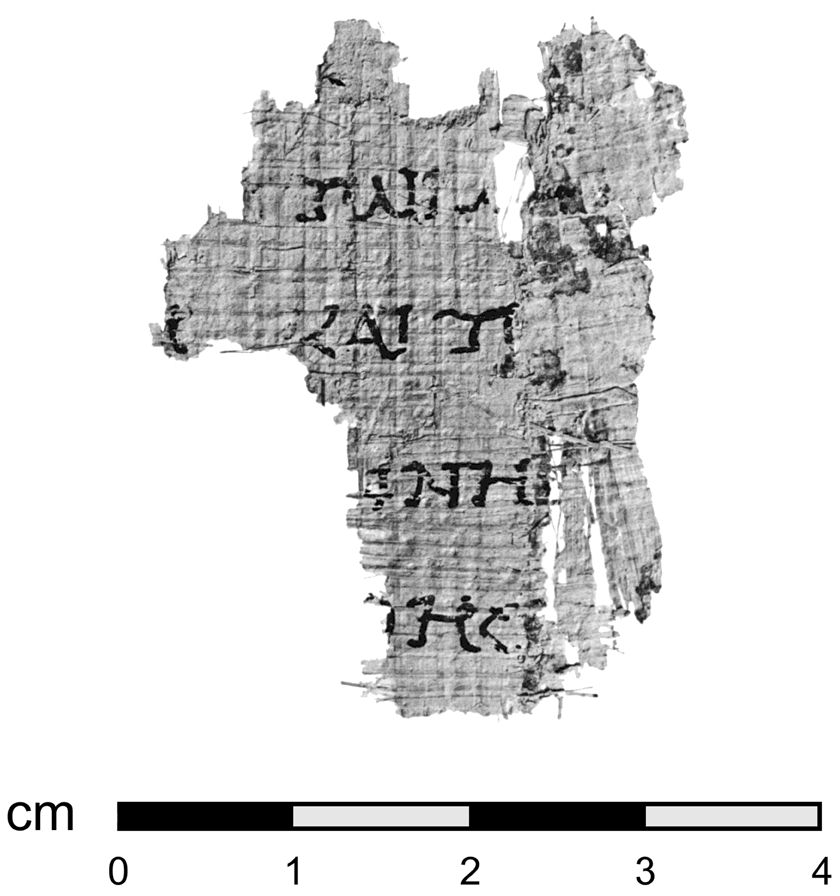
Frammento 7Q5 da Qumran.

- Codex Vaticanus (325-350)
- Codex Sinaiticus (330-360)
- Codex Bezae (~400)
- Codex Alexandrinus (400-440)
- Codex Ephraemi Rescriptus (~450)

#### Frammento di manoscritti del Mar Morto
Nel 1972, il papirologo spagnolo Jose O'Callaghan propose nella sua opera ¿Papiros neotestamentarios en la cueva 7 de Qumrân? ("Papiri del Nuovo Testamento nella caverna 7 a Qumran?") che tra i manoscritti del Mar Morto, 7Q5, un piccolo papiro in greco scoperto nella caverna 7 di Qumran (databile al 50 a.C. - 50 d.C.), contiene una parte del testo del Marco 6,52-53, presentato poi in maniera più approfondita dallo studioso tedesco Carsten Peter Thiede nella sua opera The Earliest Gospel Manuscript? del 1982. Ad ogni modo, la maggior parte degli studiosi non sono convinti delle tesi di O'Callaghan e di Thiede che tendono a identificare il papiro come una parte del testo di Marco.

## Rifiuto di Gesù a Nazareth
Marco sembra collegare nel suo testo, per contrasto, l'iniziale acclamazione di Gesù al suo rifiuto poi a Nazareth, "la sua città". Il racconto si trova anche nel vangelo di Matteo 13,53-58 ed in Luca 4,14-30. Al versetto 2 si nota che "molti che lo stavano a sentire" erano impressionati dalla saggezza che gli era stata conferita (o "da un uomo tale": i manoscritti differiscono nelle parole usate in questo versetto), e dalle "opere mirabili" eseguite dalle sue mani. Dal momento che nel versetto 5, Marco si spinge oltre notando come Gesù avesse compiuto ben pochi miracoli a Nazareth, si ha ragione di credere che molti si fossero concentrati a Cafarnao o altrove dove Gesù era già stato. Molti dei suoi vicini mettono in dubbio la sua autorità citando la sua famiglia: "Ma non è il carpentiere (τέκτoν, tektōn)? Non è il figlio di maria e fratello di Giacomo, Giuseppe, Giuda e Simone? Perché non ha con lui le sue sorelle?"
Gesù replica con un proverbio:
Un profeta non è disprezzato che nella sua patria, tra i suoi parenti e in casa sua. Anche Giovanni 4,44 riporta questo medesimo sentimento di Gesù.
I fratelli di Gesù si trovano citati qui e nel vangelo di Matteo e probabilmente in Atti 12,17, menzionati per nome. Questo capitolo ben si appaia con Marco 3,21; 31-35 nel dipingere una visione negativa dei famigliari di Gesù, anche se altre fonti, come ad esempio la lettera ai Galati 1,19 mostrano come Giacomo fosse attivo nelle prime comunità cristiane già dopo la crocifissione di Gesù. La visione negativa della famiglia di Gesù può essere collegata al conflitto tra Paolo e la comunità cristiana.

## La missione ai dodici
Nei versetti 7-13, Gesù invia i dodici in varie città, a coppie, per guarire e scacciare i demoni:
Allora chiamò i Dodici, ed incominciò a mandarli a due a due e diede loro potere sugli spiriti immondi. E ordinò loro che, oltre al bastone, non prendessero nulla per il viaggio: né pane, né bisaccia, né denaro nella borsa; ma, calzati solo i sandali, non indossassero due tuniche. (versetti 7–9).
Il vescovo irlandese George Chadwick ha sottolineato come di fronte al rifiuto, Gesù risponda con l'accelerazione della sua missione, variando le possibilità della sua evangelizzazione nel paese. I dodici vengono inviati solo coi loro bastoni da viaggio, e se alcuni villaggi li rifiutano li invita a fare così: "...  scuotete la polvere di sotto ai vostri piedi, a testimonianza per loro" (versetto 11), che Robert Miller descrive come "... un gesto sia di disprezzo che di avviso".
Le "due tuniche" (δυο χιτωνας, duo chitonas, versetto 9) erano l'abbigliamento tipico dell'epoca. Qui ne vengono citate due in quanto una era quella indossata durante il viaggio, mentre l'altra era quella tenuta per la cena e i momenti conviviali.

## La morte di Giovanni il Battista

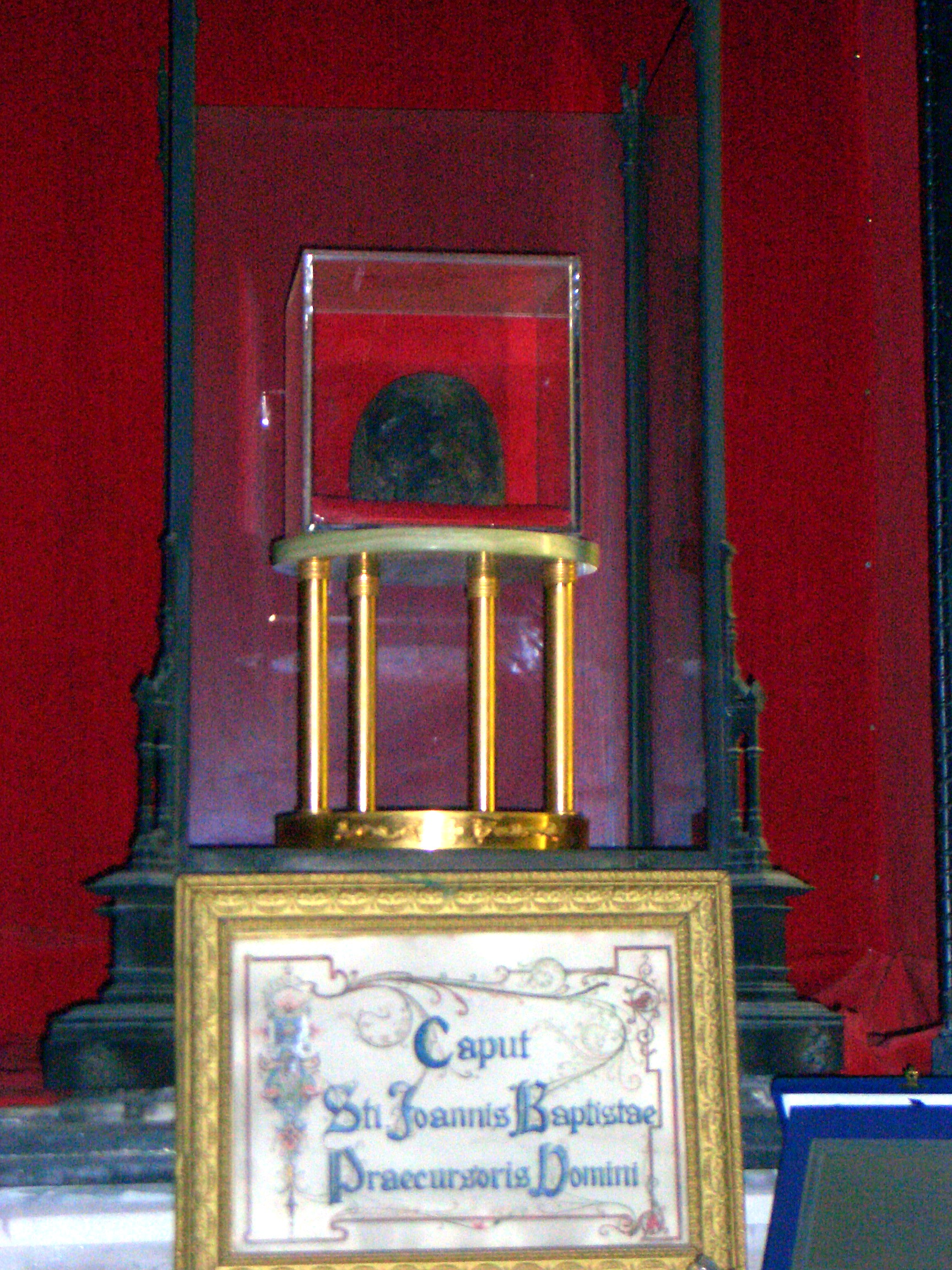
La supposta testa di Giovanni il Battista a Roma

Marco narra quindi della morte di Giovanni il Battista per ordine di Erode Antipa. Erode aveva sposato sua moglie Erodiade, già moglie di suo fratello Erode Filippo I. Giovanni condanna Erode per questo suo gesto e pertanto egli lo fa incarcerare, sebbene Marco riporti una relazione rispettosa tra Erode e Giovanni: "un misto di riverenza e superstizione verso quel profeta e uomo di Dio". Erodiade cerca comunque vendetta su Giovanni durante il banchetto di compleanno per Erode. Sua figlia danza per Erode e lo persuade a far uccidere Giovanni. I discepoli del Battista prendono quindi il suo corpo dopo l'esecuzione e lo pongono in una tomba. Il racconto si trova anche in Matteo 14,1-12. L'anno in cui morì Giovanni è sconosciuto. Giuseppe Flavio riporta che Erode uccise Giovanni attorno al 36 d.C. dal momento che suo fratello Erode Filippo era morto nel 34 ed Erode Antipa morì in esilio nel 40 in Spagna.

## La moltiplicazione dei pani e dei pesci e la camminata sull'acqua

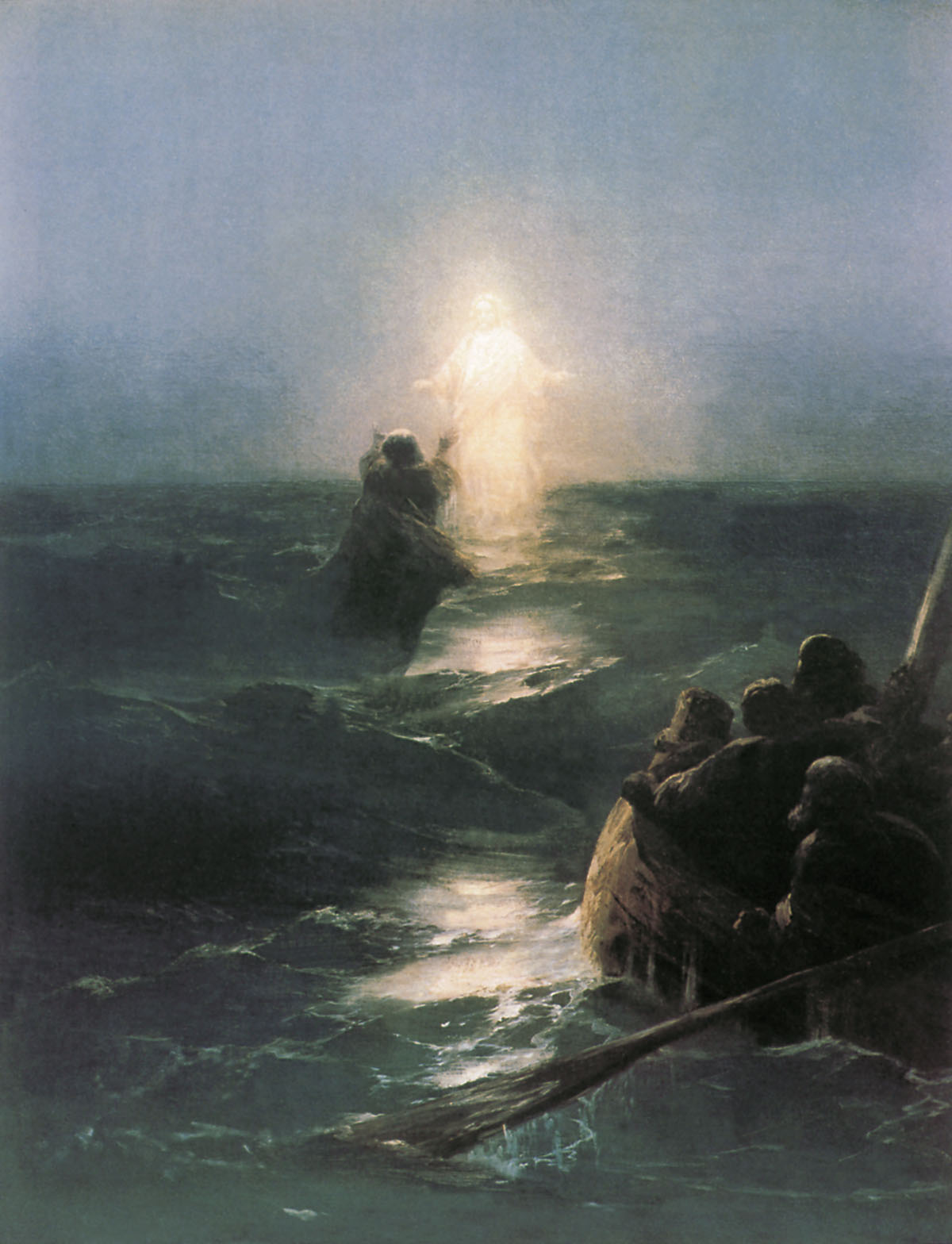
La camminata sull'acqua, di Ivan Aivazovsky (1888).

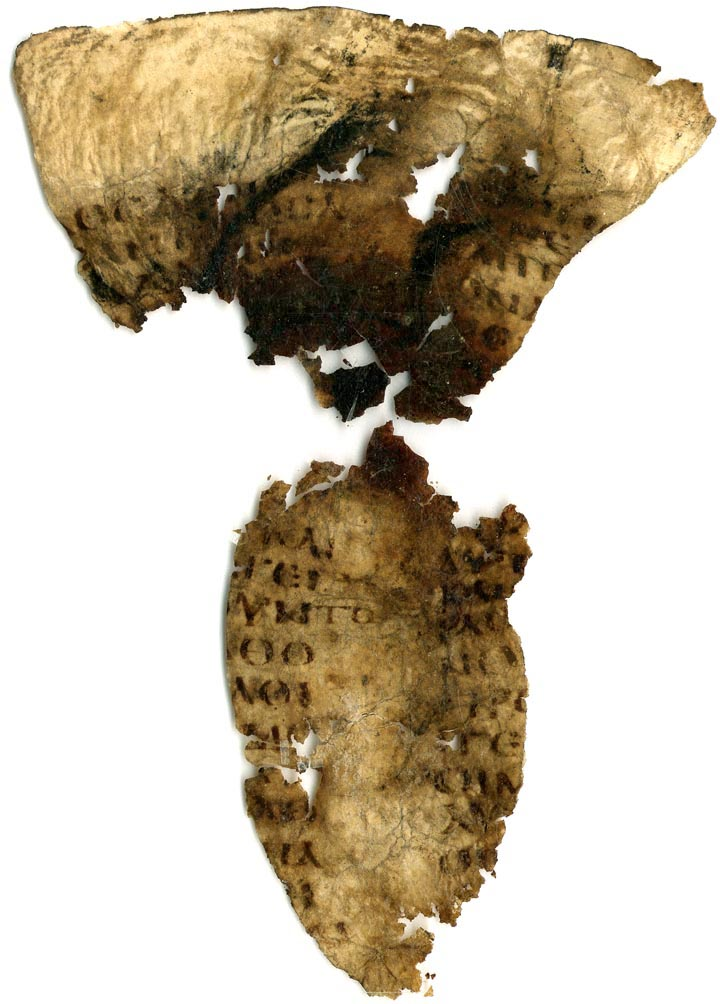
Marco 6,30-41 nell'Onciale 0187 (VI secolo).

Marco da quindi resoconto di due miracoli di Gesù. Gli "apostoli", (οι αποστολοι, hoi apostoloi) ritornano (si raggruppano) e Gesù li prende con sé e li porta in un luogo desertico dove possano riposare. Il versetto 30 è l'unica volta nel testo canonico in cui Marco utilizza l'espressione greca "οι αποστολοι", anche se alcuni testi la riportano anche in 3,14, che è più frequentemente usata dal Luca o Paolo nei loro scritti. Quando vi giungono, una gran folla sta già aspettando il gruppo. Gesù dice loro delle cose non riportate nei vangeli, e quindi da mangiare a 5000 persone (ἄνδρες, andres, più frequentemente tradotto come "maschio adulto") con cinque pani e due pesci. Matteo 14,21 dice che erano 5000 uomini "oltre a donne e bambini".
Gesù invia i suoi discepoli a bordo di una barca a Betsaida. E' notte e sono solo a metà strada quando Gesù cammina sul lago e viene loro incontro. In un primo momento gli apostoli sono spaventati pensando che si tratti di un fantasma, ma Gesù si rivela loro e sale in barca meravigliandoli.
Questi due miracoli vengono riportati anche in Giovanni 6,1-24 ed in Matteo 14,13-36 e la moltiplicazione dei pani e dei pesci in Luca 9,10-17.
La moltiplicazione dei pani e dei pesci e la risurrezione di Gesù sono gli unici due miracoli registrati simultaneamente da tutti e quattro i vangeli.

## Guarigioni a Gennesaret

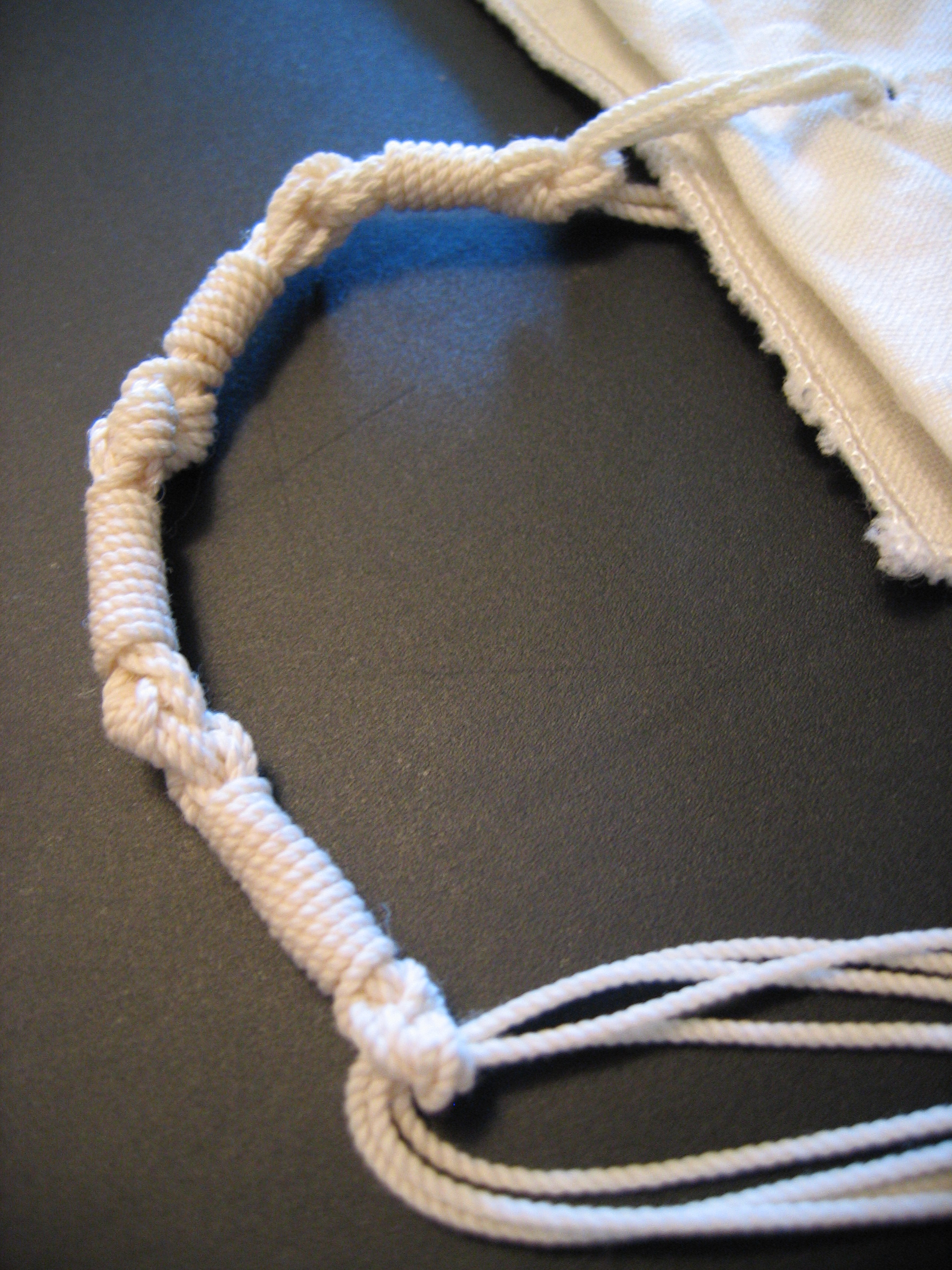
Uno tzitzis sul bordo di un tallit

Il gruppo raggiunge quindi Genesaret dove le persone riconoscono Gesù e gli portano persone malate da curare. Implorano Gesù toccandogli la "frangia del mantello" (Marco 6,56), e tutte le persone vennero guarite. Gesù sembra voglia aiutar ogni persona che glielo chiede. Raymond E. Brown ha fatto notare come ad ogni modo queste continue guarigioni e l'entusiasmo che ne segue, inducono il lettore a pensare che comunque questa non sia la completa comprensione della fede in Gesù, che manchi sempre qualcosa. Questa parte è un chiaro esempio dello stile di scrittura marciano, nel voler intersecare i vari avvenimenti tra loro nel medesimo racconto. Questo passaggio mostra la grandezza della potenza di Gesù ma anche il pericolo che le autorità vedono in lui.